# Bugula protensa
Bugula protensa är en mossdjursart som beskrevs av Hayward 1981. Bugula protensa ingår i släktet Bugula och familjen Bugulidae. Inga underarter finns listade i Catalogue of Life.